# Wiłkokuk (SIMC 0757832)
Wiłkokuk – osada leśna w Polsce, położona w województwie podlaskim, w powiecie sejneńskim, w gminie Giby, na południowo-wschodnim brzegu jeziora Wiłkokuk.
W latach 1975–1998 miejscowość administracyjnie należała do województwa suwalskiego.
Wiłkokuk o identyfikatorze SIMC 0757832 jest jedną z dwóch osad leśnych o tej samej nazwie na terenie tej gminy. Drugą z nich jest Wiłkokuk o identyfikatorze SIMC 0757826.